# Диор, Кристиан
Кристиа́н Дио́р (фр. Christian Dior, 21 января 1905, Гранвиль, Нормандия — 24 октября 1957, Монтекатини-Терме, Тоскана) — французский модельер, основатель модного дома Christian Dior.

## Биография
Кристиан Диор родился 21 января 1905 года в небольшом нормандском городке Гранвиле, бывшем рыбацком порту на берегу Ла-Манша на северо-западе Франции. В 1911 году семья маленького Кристиана переехала в Париж. Родители у него были обеспеченными людьми, поэтому, несмотря на то, что Кристиан был вторым из пятерых детей, в детстве он ни в чём не нуждался. Его отец сделал состояние на торговле химическими удобрениями, а мать превращала деньги в удовольствия. Начальное образование он получил дома, и первоначально, по настоянию родителей, готовился к дипломатической карьере. Кристиан поступил в Свободную школу политических наук, но на этом его политическая деятельность и закончилась. Вместо занятий по международному праву и географии, будущий кутюрье проводил время в музеях, учился музыкальной композиции и истории живописи. В 1928 году Кристиан вместе с другом Жаном Бонжаком открыл художественную галерею, где выставлялись работы Андре Дерена, Анри Матисса, Пабло Пикассо.
Начало 1930-х годов стало для Кристиана трагическим: сначала у его брата обнаружили психическую болезнь, затем от рака умерла его мать. В начале 1931 года разорился отец, вложивший все свои капиталы в недвижимость; имущество семьи было распродано за долги, а сам он заболел туберкулёзом. Чтобы спастись от депрессии, Диор предпринял поездку в Советский Союз: в составе туристической группы он посетил Ленинград, Кавказ и побережье Чёрного моря. По возвращении он закрыл свою галерею, так как продажи сильно упали из-за кризиса, а отец был больше не в состоянии помочь с финансированием. Затем, благодаря финансовой поддержке друзей, Диор уехал на Балеарские острова, чтобы поправить здоровье. Здесь он увлёкся ковроткачеством, начал создавать эскизы ковров и загорелся идеей заняться делом по их изготовлению — однако не нашёл инвестора и столкнулся с отсутствием спроса.
Вернувшись в Париж, он занялся поисками работы в каком-нибудь банке или офисе — в частности, в месте администратора ему отказали в доме Люсьена Лелонга. Затем, удачно продав полотно Дюфи «План Парижа» (1925), выкупленное им у Поля Пуаре после банкротства последнего, Диор помог семье продать парижскую квартиру и переехать в провинцию, а сам принял приглашение погостить у Жана Озенна. Озенн, в то время работавший художником мод, увлёк Кристиана этим занятием: Диор также начал рисовать, сперва пытаясь копировать эскизы моделей из журналов. Работе с красками он учился у Макса Кенна. Между тем Озенн начал предлагать эскизы Диора портным и посредникам наравне с собственными и однажды смог их продать — после этого Диор бросил поиски работы и занялся исключительно рисованием. Его эскизы шляпок и платьев были напечатаны в журнале Le Figaro Illustre, в 1937 году доходы настолько упрочились, что Диор смог снять собственное жильё.
Несмотря на то, что его модели шляп пользовались успехом, Кристиан решил специализироваться на одежде. В 1938 году он был замечен модельером Робером Пиге, но война помешала дальнейшему развитию карьеры: Диор ушёл в армию и служил на юге Франции. Однако уже в 1941 году он возвратился в Париж и устроился на работу в модный дом Люсьена Лелонга.
В 1942 Диор создал собственную парфюмерную лабораторию, выросшую затем в компанию Christian Dior Perfume. «Достаточно открыть флакон, чтобы возникли все мои платья, а каждая женщина, которую я одеваю, оставляла за собой целый шлейф желаний. Духи — необходимое дополнение личности женщины, это завершающий аккорд для платья, это роза, которой Ланкре подписывал свои картины», — объяснял позже свой замысел Диор.
После войны, при финансовой поддержке текстильного фабриканта Марселя Буссака, Диор открыл собственный дом моды.
В своей первой же коллекции 1947 года, Диор создал совершенно новую концепцию — New Look. Это была «романтическая линия», с новым вариантом кринолина, тонкой талией и прилегающим лифом. В этом силуэте он воплотил собственное представление о женственности, которой так не хватало в эпоху войны с её форменной одеждой и «трудовой повинностью» для женщин.  
Одновременно Диор выпускал женские духи Miss Dior (1947), которые он назвал в честь сестры. Затем последовали Diorama (1949), Eau Fraiche (1953), Diorissimo 	(1956).	
Диор стал одним из тех, кто помог вновь вернуть послевоенному Парижу звание столицы мировой моды.

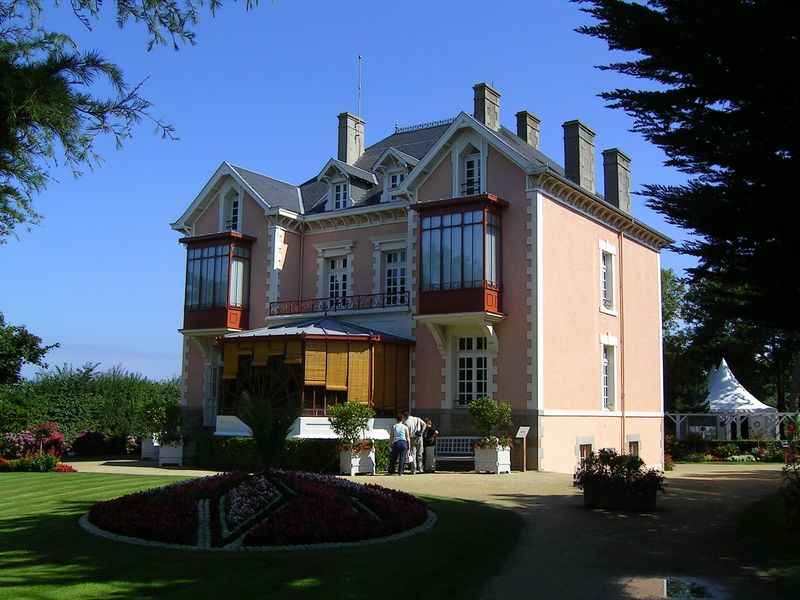
Дом-музей Кристиана Диора в Гранвиле.

Период 1947 — 1957 годов можно назвать  «блестящим десятилетием» в творчестве кутюрье. Кристиан Диор интенсивно работал, два раза в год — весной (модели «весна/лето») и осенью (модели «осень/зима») — представляя публике новые коллекции, которые вызывали оживленные дискуссии в мире моды: 
- 1948 — линии Envol и Cyclone/Zigzag;
- 1949 — линии Trompe l'Oeil и Mid-Century;
- 1950 — линии Vertical и Oblique;
- 1951 — линии Naturelle/Princesse и Longue;
- 1952 — линии Sinueuse и Profilėe;
- 1953 — линии Tulipe и Vivante;
- 1954 — линии Muguet/Lily of the Valley и H-Line;
- 1955 — A-Line и Y-Line;
- 1956 — линии Flèche/Arrow и Aimant/Magnet;
- 1957 — линии Libre/Free и Fuseau/Spindle[1][2].

Вместе со своим партнером Жаком Руэ Диор стал первым применять лицензионные соглашения в модельном бизнесе. В 1948 году он упорядочил лицензирование производства своих моделей в различных регионах Франции и всего мира. Таким образом фирменный знак «Диор» быстро появился во всех уголках земного шара.
Кристиан Диор также работал как художник по костюмам для театра и кино. В 1940 году в «Театре де Матюрен» был поставлен спектакль «Школа злословия» с его костюмами, в 1950-х годах Диор делал костюмы для балетных постановок балетмейстера Ролана Пети. В кино сотрудничал с такими режиссёрами, как Клод Отан-Лара и Альфред Хичкок. Он также создавал сценические наряды для Эдит Пиаф и Марлен Дитрих.
В 1955 году, в сотрудничестве с художником по стеклу Даниэлем Сваровски, Диор начал изготавливать украшения из гранёных кристаллов горного хрусталя.
В марте 1957 года Кристиан Диор появился на титульном листе журнала Time Magazine.
Диор скончался в возрасте 52 лет от сердечного приступа, случившегося в Монтекатини-Терме (Тоскана, Италия) 24 октября 1957 года.
В его фамильном доме в Гранвиле ныне существует музей.

## Признание и награды
- 1955 — номинация на премию «Оскар» за лучший дизайн костюмов в чёрно-белом кино («Вокзал Термини», режиссёр Витторио Де Сика).
- 1967 — номинация на премию BAFTA за лучший дизайн костюмов в цветном кино («Арабеска», режиссёр Стэнли Донен).

## Образ в культуре

### Документальные фильмы
- 1994 — «Месье Диор» (Monsieur Dior), реж. Шарлотта Вернеж (Charlotte Verneiges)
- 2005 — «Кристиан Диор. Кутюрье и его двойник» (Christian Dior, le couturier et son double / Christian Dior — The man behind the myth), реж. Филипп Ланфранши (Philippe Lanfranchi)
- 2014 — «Диор и я[англ.]» (Dior and I), реж. Фредерик Ченг (Frédéric Tcheng)
- 2016 — «Кристиан Диор, элегантность потерянного рая» (Christian Dior, l’elegance du paradis perdu, реж. Доминик Адт (Dominique Adt)
- 2016 — «Кристиан Диор, Франция» (Christian Dior, la France), реж. Фредерик Миттеран

### Художественные фильмы
- 2024 — «Нью-лук», сериал, реж. Хелен Шейвер